# Wonderful Land
"Wonderful Land" is een nummer van de Britse band The Shadows. Het nummer werd in februari 1962 uitgebracht als single.

## Achtergrond
"Wonderful Land" is een instrumentaal nummer, geschreven door Jerry Lordan en geproduceerd door Norrie Paramor. Lordan schreef in 1960 al de hitsingle "Apache" voor The Shadows. In mei 1961 nam de band "Wonderful Land" op met de klassieke line-up, bestaande uit Hank Marvin, Bruce Welch, Jet Harris en Tony Meehan. De strijkers werden later door Paramor aan het nummer toegevoegd. Tegen de tijd dat het nummer werd uitgebracht, had Meehan de groep verlaten en was hij vervangen door Brian Bennett, die meeschreef aan de B-kant "Stars Fell on Stockton". In de periode dat de single in de hitparades stond, werd Harris vervangen door Brian Locking.
"Wonderful Land" werd een grote hit. Het behaalde de eerste plaats in de UK Singles Chart, waar het acht weken bleef staan. Het werd ook in de Verenigde Staten uitgebracht, maar hier bereikte het de Billboard Hot 100 niet. In Nederland bestond de Top 40 nog niet, maar werd wel de tweede plaats bereikt in de "Hits of the World"-lijst, die wekelijks uitkwam als voorganger van de Tijd voor Teenagers Top 10. In Vlaanderen behaalde de single de dertiende plaats in de voorloper van de Ultratop 50.
"Wonderful Land" is gecoverd door een aantal artiesten, waaronder Mike Oldfield, Mark Knopfler en Tony Iommi. De versie van Oldfield verscheen op zijn album QE2 uit 1980 en werd tevens uitgebracht als de B-kant van zijn single "Sheba". The Shadows coverden later zelf het Oldfield-nummer "Moonlight Shadow". Mark Knopfler, gitarist van Dire Straits, nam een cover op waarbij hij werd bijgestaan door Hank Marvin. Deze werd uitgebracht op Marvins album Heartbeat, geproduceerd door Jeff Lynne en uitgebracht in 1993. De versie van Iommi verscheen op het album Twang!: A Tribute to Hank Marvin & the Shadows uit 1996. Daarnaast werd het nummer opgenomen in de medley "Crazy Guitar" van Hank the Knife & the Crazy Cats, dat in 1980 een top 10-hit werd in Nederland.

## Hitnoteringen

### Hits of the World
| Hitnotering: 19-05-1962 t/m 08-09-1962 | Hitnotering: 19-05-1962 t/m 08-09-1962 | Hitnotering: 19-05-1962 t/m 08-09-1962 | Hitnotering: 19-05-1962 t/m 08-09-1962 | Hitnotering: 19-05-1962 t/m 08-09-1962 | Hitnotering: 19-05-1962 t/m 08-09-1962 | Hitnotering: 19-05-1962 t/m 08-09-1962 | Hitnotering: 19-05-1962 t/m 08-09-1962 | Hitnotering: 19-05-1962 t/m 08-09-1962 | Hitnotering: 19-05-1962 t/m 08-09-1962 | Hitnotering: 19-05-1962 t/m 08-09-1962 | Hitnotering: 19-05-1962 t/m 08-09-1962 | Hitnotering: 19-05-1962 t/m 08-09-1962 | Hitnotering: 19-05-1962 t/m 08-09-1962 | Hitnotering: 19-05-1962 t/m 08-09-1962 | Hitnotering: 19-05-1962 t/m 08-09-1962 | Hitnotering: 19-05-1962 t/m 08-09-1962 | Hitnotering: 19-05-1962 t/m 08-09-1962 | Hitnotering: 19-05-1962 t/m 08-09-1962 |
| Week                                   | 1                                      | 2                                      | 3                                      | 4                                      | 5                                      | 6                                      | 7                                      | 8                                      | 9                                      | 10                                     | 11                                     | 12                                     | 13                                     | 14                                     | 15                                     | 16                                     | 17                                     |                                        |
| -------------------------------------- | -------------------------------------- | -------------------------------------- | -------------------------------------- | -------------------------------------- | -------------------------------------- | -------------------------------------- | -------------------------------------- | -------------------------------------- | -------------------------------------- | -------------------------------------- | -------------------------------------- | -------------------------------------- | -------------------------------------- | -------------------------------------- | -------------------------------------- | -------------------------------------- | -------------------------------------- | -------------------------------------- |
| Nummer                                 | 8                                      | 4                                      | 4                                      | 3                                      | 2                                      | 2                                      | 2                                      | 2                                      | 2                                      | 3                                      | 4                                      | 5                                      | 6                                      | 7                                      | 8                                      | 8                                      | 8                                      | uit                                    |

### NPO Radio 2 Top 2000
| Nummer met noteringen in de NPO Radio 2 Top 2000 | '99  | '00  | '01  | '02  | '03  | '04  | '05  | '06  | '07  | '08  | '09  | '10  | '11  | '12  |
| ------------------------------------------------ | ---- | ---- | ---- | ---- | ---- | ---- | ---- | ---- | ---- | ---- | ---- | ---- | ---- | ---- |
| Wonderful Land                                   | 1146 | 1236 | 1490 | 1285 | 1194 | 1207 | 1337 | 1465 | 1531 | 1371 | 1304 | 1639 | 1990 | 1892 |

1. ↑  Een vetgedrukt getal geeft de hoogste notering aan.
2. ↑  Deze tabel is bijgewerkt tot en met de laatste editie (2024).

### Evergreen Top 1000
| Evergreen Top 1000 | Evergreen Top 1000 | Evergreen Top 1000 | Evergreen Top 1000 | Evergreen Top 1000 | Evergreen Top 1000 | Evergreen Top 1000 | Evergreen Top 1000 | Evergreen Top 1000 | Evergreen Top 1000 | Evergreen Top 1000 | Evergreen Top 1000 | Evergreen Top 1000 | Evergreen Top 1000 | Evergreen Top 1000 | Evergreen Top 1000 | Evergreen Top 1000 |
| Jaar               | 2008               | 2009               | 2010               | 2011               | 2012               | 2013               | 2014               | 2015               | 2016               | 2017               | 2018               | 2019               | 2020               | 2021               | 2022               | 2023               |
| ------------------ | ------------------ | ------------------ | ------------------ | ------------------ | ------------------ | ------------------ | ------------------ | ------------------ | ------------------ | ------------------ | ------------------ | ------------------ | ------------------ | ------------------ | ------------------ | ------------------ |
| Positie            | 102                | 102                | 99                 | -                  | -                  | 78                 | 61                 | 72                 | 92                 | 162                | 229                | 235                | 253                | 251                | 322                | 347                |